# Житикаринское месторождение хризотил-асбеста
Житикари́нское месторожде́ние хризоти́л-асбе́ста (Джетыгаринское месторождение хризотил-асбеста) — одно из крупнейших запасов хризотил-асбеста в мире, находится в 5 км к юго-востоку от города Житикара, Казахстан.
Месторождение осваивается Житикаринским асбестовым горно-обогатительным комбинатом. По разведанным запасам относится к группе крупных месторождений.

## История
Первые сведения о геологии Житикаринского района упоминаются в исследованиях Меглицкого и Антипова, где говорится о присутствии в разрезах реки Шортанды серпентинитов.
В 1915 году геолог Вознесенский В.А. указал на наличие в горной породе жилок асбеста на правом берегу Шортанды.
В 1916 году на карте месторождений полезных ископаемых на месте Житикары было отмечено месторождение асбеста.
В 1934 году трест Союзасбест под руководством Тарасова К. Е. изучила Джетыгаринские гипербазиты на наличие в них асбеста. Тогда же была установлена богатая насыщенность руды асбестом. Разведочные работы проводились по 1966 годы.
В 1951 году месторождение попало в число крупнейших в СССР после детального изучения.
Специальное постановление Совета Министров СССР по развитию асбестовой промышленности, принятое 21 июня 1958 году стало началом освоения месторождения.
В 1959 году началось строительство карьера, а 10 мая 1960 год — строительство фабрики № 1.
5 октября 1964 год добыта первая тонна руды. А в феврале 1965 года — были получены первые несколько сот килограммов товарного асбеста.
Максимальной выработки комбината «Кустанайасбест» были с 1975 по 1981 годы и достигали более 600 тыс. тонн сортового асбеста.

## Характеристика
Месторождение расположено в протерозойских гнейсах и графитовых кварцитах, связанных с массивом ультрамафитов. Рудное поле образовано пятью отдельными асбестовыми рудными телами на глубине 600—800 м. Самое крупное содержит около 85 % запасов. Промышленное содержание асбеста в рудах 3,54—5,62 %, из них запасы хризотил-асбеста 93 % и асбеста 7 %.
На Житикаринском месторождении встречаются разности минерала с цветовым спектром светло-серых, зеленовато-серых, от светло-бежевых до бежево-коричневых оттенков.
По посчитанным запасам хризотил-асбеста Житикаринское месторождение занимает третье место в мире. Обеспеченность сырьевыми ресурсами АО «Костанайские минералы» составляет более 100 лет.